# SG 38

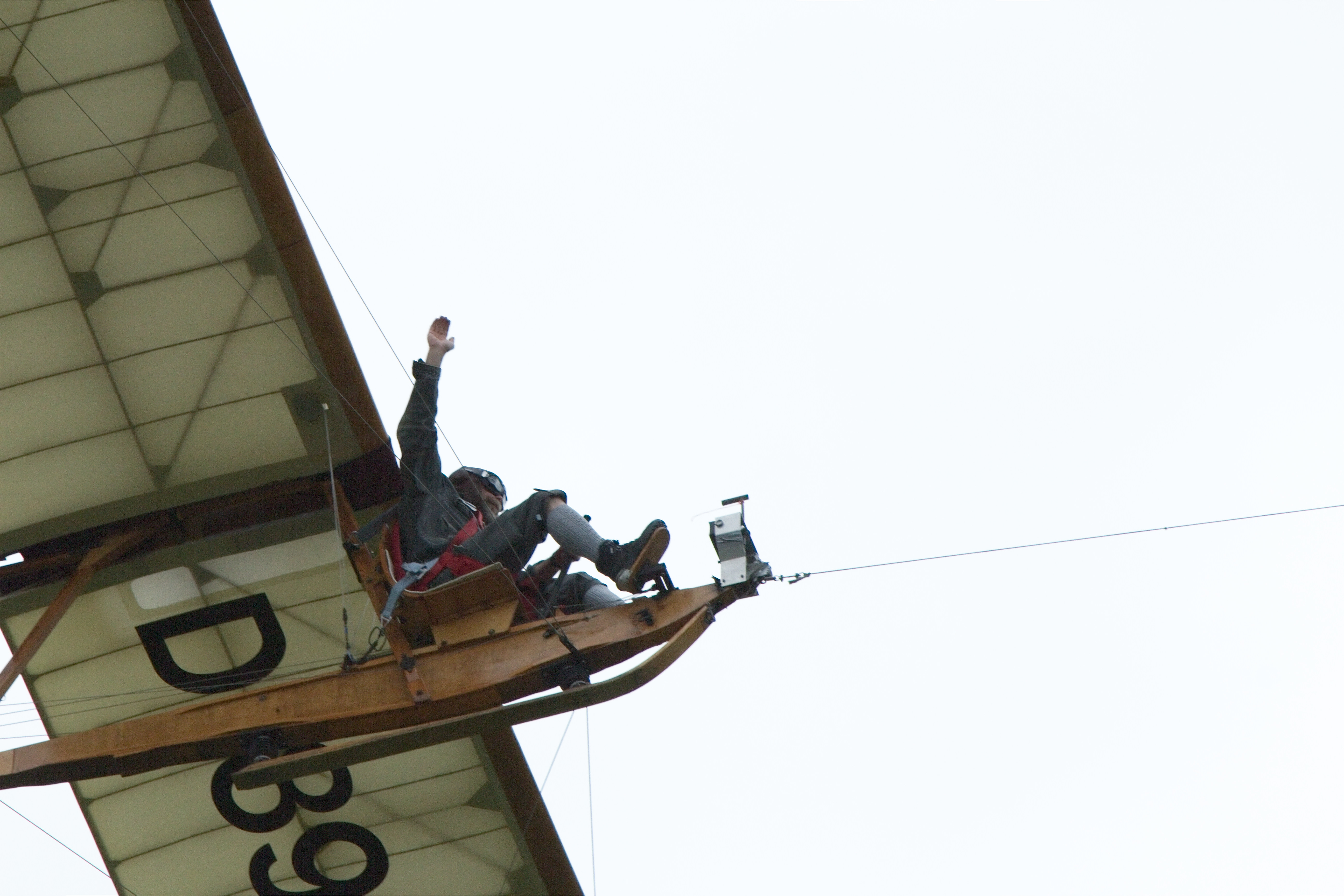
SG 38 bei der AirPower11

Schulgleiter SG 38 beim Windenstart am Spitzerberg

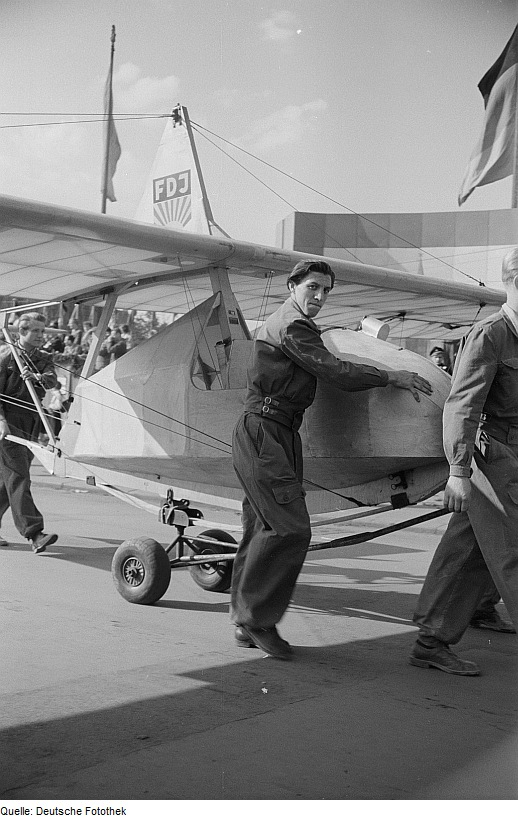
SG 38 mit „Boot“

Der Schulgleiter SG 38 ist das meistgebaute Flugzeug der Alleinflugausbildung der 1940er-Jahre. Dieses Gleitflugzeug wurde ab 1936 entwickelt und ab 1938 in großer Stückzahl sowohl im Amateur- als auch im Industriebau hergestellt. Der SG 38 wurde hauptsächlich zur Anfängerschulung eingesetzt. Die Abkürzung „SG“ bezieht sich ursächlich nicht auf die Bezeichnung Schulgleiter, sondern auf „Schneider“ in „Grunau“. „38“ steht für das Einführungsjahr 1938.

## Geschichte
Als Erbauer des Schulgleiters SG 38 gelten der Flugzeugbauer und Konstrukteur Edmund Schneider (Grunau Baby), der Produktionsleiter und Erprobungspilot Ludwig Hofmann sowie der Prüfer Rehberg aus dem Flugzeugwerk Schneider in Grunau (heute Jeżów Sudecki in Polen). Diese hatten bereits 1936 einen Prototyp des Schulgleiters SG 38 auf Basis der Grunau 9 / ESG 29 (dem „Schädelspalter“), sowie der Muster Zögling 31 und Zögling 35 entwickelt und damit begonnen, ihn in Grunau zu erproben.
Bereits nach kurzer Zeit stellte sich heraus, dass dieses Flugzeug für die damals übliche Einsitzer-Schulung besonders geeignet war, da es auch härtere Landungen überstand. Kaum ein Gleitflugzeug wurde häufiger gebaut und geflogen. Tausende von Piloten machten ihre ersten Erfahrungen auf einem SG 38.
15 Jahre Entwicklungsarbeit an einfacheren Gleitflugzeugen führten im Jahr 1938 zu einem ausgereiften Schulgleiter für die Anfängerschulung. Eine Leistungssteigerung wurde durch die Verbesserung eines Zögling-Profiles erreicht. Eine starke, in die Querruder integrierte Schränkung sorgte für ein extrem gutmütiges Überziehverhalten.
Neben den industriell gefertigten etwa 8750 Exemplaren entstand auch in den folgenden Jahrzehnten in den Segelflugvereinen eine unbekannte Anzahl des Gleiters. Er wurde in vielen Ländern geflogen und war in der DDR bis etwa 1960 das Standard-Schulflugzeug. So wurden in den 1950er-Jahren im VEB Nagema Schmiedeberg 68 sowie im VEB Waggonbau Gotha 329 Schulgleiter gebaut. Insgesamt entstanden in der DDR 420 SG 38.
In Großbritannien produzierte die Firma Elliots of Newbury (EoN) nach dem Krieg den SG 38 nahezu baugleich als EoN Primary, während Slingsby Aviation einen ähnlichen Rumpf mit Flügeln und Leitwerk des Vorkriegs-Übungsseglers Kirby Kadet ausstattete. Unter der Bezeichnung T 38 Grasshopper fand diese Konstruktion weite Verbreitung im Rahmen der vormilitärischen Air-Cadets-Trainingsorganisation.
Die letztgenannten Versionen aus der DDR und Großbritannien wurden neben Gummiseil- und Windenstart auch für den Flugzeugschlepp zugelassen. Diese Zulassung wurde auch für einige leicht modifizierte westdeutsche SG 38 möglich.

## Konstruktion
Durch den einfach gehaltenen Aufbau eignet sich der SG 38 zur serienmäßigen Herstellung in Flugzeugwerften, aber auch zum Bau in Fliegergruppen.
Der Schulgleiter SG 38 ist ein stahlseilverspannter Hochdecker in Holzbauweise. Der Rumpf, Spannturm und Gitterschwanz sind als ebenes Holzfachwerk ausgebildet. Der zweiholmige Flügel ist zweigeteilt und hat eine geringe V-Form. Gespleißte Drahtseile zwischen dem Spannturm, Flügeln und Rumpf geben der Fläche den notwendigen Halt und dem Rumpfgerüst Torsions- und Biegesteifigkeit. Eine zentrale Spannvorrichtung oben am Spannturm ermöglicht die einfache und schnelle Montage: Ein aufwendiges Vermessen und Einstellen einzelner Spannseile bei jeder Montage, wie es bei den Vorgängertypen notwendig war, erübrigt sich dadurch. Der als Gitterschwanz ausgebildete Leitwerksträger wird mit Bolzen am Spannturm angesteckt. Die Anlenkung der Ruderflächen erfolgt über zahlreiche Drahtseile und Umlenkrollen, die am Rumpf, Gitterschwanz sowie in den Tragflächen angebracht sind. Die Verwindungen der Querruder am Ruderaußenende nach oben dienen als Flügelschränkung, erhöhen die Querstabilität und beugen Randbogenbeschädigungen am Boden vor.
Zum Austrimmen werden je Pilotenmasse Stahlzylinder-Gewichte am Rumpf unter den Steuerpedalen beziehungsweise am hinteren Spannturm angebracht. Sie ermöglichen das korrekte Austrimmen für Piloten von etwa 40 bis 90 kg.
Die gefederte Kufe ist aus Eschenholz gefertigt und über energieabsorbierende Dämpfer mit dem Rumpf verbunden. Optional kann der offene Sitz zur Leistungssteigerung mit einem einfach demontierbaren sogenannten Boot verkleidet werden.

## Leistungsvermessung
Im August 2009 wurde der SG 38 D-8985 von Mario Selss während des Idaflieg-Sommertreffens auf dem Flugplatz Aalen-Elchingen mit der Messanlage des IFF der TU Braunschweig im Höhenstufen-Verfahren leistungsvermessen. Heraus kamen eine beste Gleitzahl von 8,3 bei rund 58 km/h, ein Geringstes Sinken von 1,85 m/s bei 53 km/h sowie eine Mindestgeschwindigkeit von 48 km/h bei einer auf 197,3 kg normierten Flugmasse. Sein DAeC-Index wurde danach mit 22 festgelegt.

## Der Gummiseilstart
Der Gummiseilstart war (nach dem Laufstart) das früheste Startverfahren für Segelflugzeuge. Er wurde auf dem ersten Rhön-Segelflugwettbewerb 1920 von Aachener Studenten der Flugwissenschaftlichen Vereinigung Aachen (FVA) mit der FVA-1 „Schwatze Düvel“ erstmals vorgeführt. Dazu wird ein etwa 2–3 cm starkes Gummiseil in der Mitte an einem Haken an der Nase des Flugzeugs eingehängt. An den Enden des V-förmig ausgelegten Gummiseils sind Seile befestigt, die von den beiden Startmannschaften aus jeweils vier bis sechs Personen, den sogenannten Gummihunden, besetzt werden. Am Rumpf des Flugzeugs wird ein kurzes Seil befestigt, das von zwei bis vier Personen, der Haltemannschaft, festgehalten wird oder in einer Startfalle befestigt wird.
Nach dem Herstellen der Startbereitschaft hält der Fluglehrer den Flügel waagerecht und gibt Startkommandos. Auf das Kommando „Ausziehen!“ beginnen die Startmannschaften ihr Seilende zu straffen und auszuziehen. Auf das Kommando „Laufen!“ laufen die Startmannschaften los und bringen das Seil auf Spannung. Sobald diese erreicht ist, gibt der Fluglehrer das Kommando „Los!“, worauf die Haltemannschaft ihr Seil loslässt oder die Startfalle durch den Fluglehrer entriegelt wird. Das Flugzeug wird vom Gummiseil beschleunigt und hebt ab. Beim Überfliegen der Gummihunde fällt das Gummiseil aus dem Haken.
Idealerweise startet man am Hang, da bei Ausklinkhöhen unter zehn Metern der Flug sehr schnell zu Ende ist. Auf der Wasserkuppe kann bei Südwind, denn nur so kann der längste Hang genutzt werden, eine Flugdauer von über einer Minute erreicht werden, in den 1930er-Jahren wurden durch die Ausnutzung von Hangaufwinden Flugzeiten von mehreren Stunden erreicht.

## Technische Daten
| Kenngröße                      | SG 38 (D-7738, Nr. 269)         | SG 38 (D-NNSG, Nr. 269)         |
| ------------------------------ | ------------------------------- | ------------------------------- |
| Hersteller                     | VEB Waggonbau Gotha (DDR)       | VEB Waggonbau Gotha (DDR)       |
| Baujahr                        | 1953                            | 1953                            |
| Länge                          | 6,283 m                         | 6,283 m                         |
| Spannweite                     | 10,414 m                        | 10,414 m                        |
| Höhe                           | 2,430 m                         | 2,430 m                         |
| Flügelfläche                   | 16,00 m²                        | 16,00 m²                        |
| Einstellwinkel                 | +1,5°                           | +1,5°                           |
| Flügelschränkung               | 0°                              | 0°                              |
| Flügelstreckung                | 6,78                            | 6,78                            |
| Profil                         | modifiziertes Zögling-35-Profil | modifiziertes Zögling-35-Profil |
| Gleitzahl                      | 8,3 bei 58 km/h                 | 8,3 bei 58 km/h                 |
| Geringstes Sinken              | 1,83 m/s bei 48 km/h            | 1,83 m/s bei 48 km/h            |
| max. Zuladung                  | 90 kg                           | 90 kg                           |
| Leermasse                      | 125 kg                          | 113 kg                          |
| max. Startmasse                | 210 kg                          | 210 kg                          |
| Flächenbelastung               | 13,1 kg/m²                      | 13,1 kg/m²                      |
| Geschwindigkeitsbereich        | 40–115 km/h                     | 40–115 km/h                     |
| Windenschleppgeschwindigkeit   | max. 74 km/h                    | max. 74 km/h                    |
| Flugzeugschleppgeschwindigkeit | max. 90 km/h                    | max. 90 km/h                    |
| Autoschleppgeschwindigkeit     | max. 60 km/h                    | max. 60 km/h                    |
| zulässiges Lastvielfaches      | +3g                             | +3g                             |
| Bruchlastvielfaches            | +6g                             | +6g                             |

## Erhaltene Exemplare

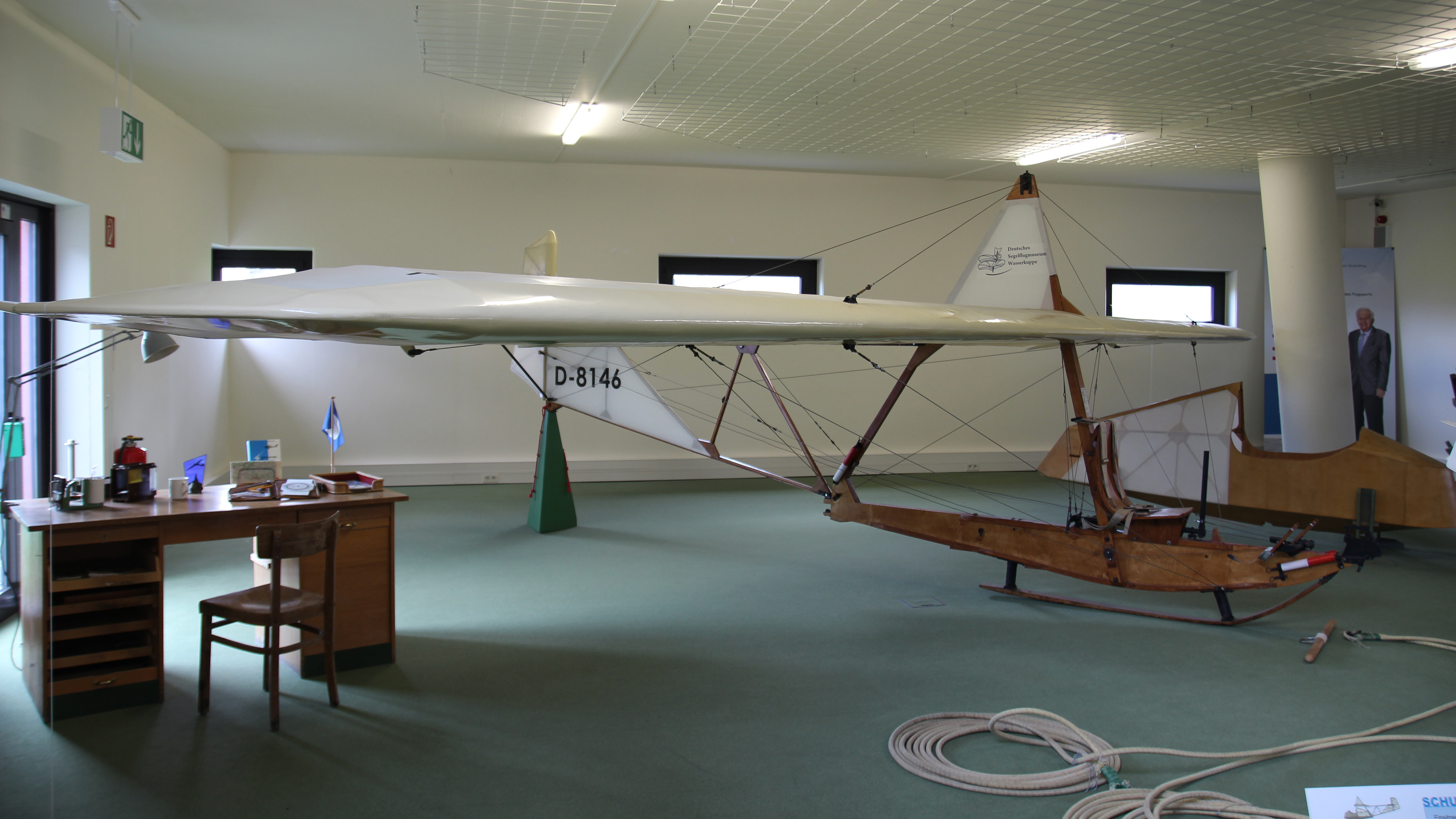
SG 38 im Deutschen Segelflugmuseum mit Modellflug

Gegenwärtig gibt es weit mehr als ein Dutzend flugfähige Gleiter in Deutschland, davon mindestens vier aus der DDR-Zeit. Einer davon wurde von der Jugendgruppe des Baden-Württembergischen Luftsportverbandes gebaut. Er hat abweichend zu den obenstehenden Angaben eine Leermasse von 95 kg, was bei ebenfalls 210 kg maximaler Startmasse eine Zuladung von 115 kg ermöglicht. Bei geringerer Zuladung kann eine Gleitzahl von 10 erreicht werden.
- D-7738 / D-NNSG

Der SG 38 mit der Zulassung D-7738 wurde am 28. Oktober 1953 in Dienst gestellt und flog bis zum 19. Juli 1967 unter der Zulassungsnummer 269 am Flugplatz Bronkow. Aufgrund des eingesetzten Leimes war die Lebensdauer des Fluggerätes offiziell auf 15 Jahre begrenzt. Nach jahrzehntelanger Unterbringung an den Flugplätzen Bronkow und Nardt wurde der Schulgleiter von Mitgliedern des Aeroklubs Hoyerswerda e. V. unter Leitung des Werkstattleiters Herbert Hansel zwischen 1992 und 1994 grundüberholt. Am 5. August 1994 wurde das Flugzeug durch den Fluglehrer Heinz Mehlhose erneut eingeflogen. Die Bemalung und die Kennzeichnung (außer dem jetzigen Kennzeichen) sind originalgetreu.
Der Schulgleiter SG 38, der bislang als D-7738 zugelassen war, konnte am 16. Januar 2017 in der Kategorie „Luftsportgerät – UL-Segelflugzeug“ mit dem Kennzeichen D-NNSG zugelassen werden. Damit wurde eine weitere Grundüberholung abgeschlossen und das Flugzeug als Luftsportgerät wieder flugfähig hergerichtet.
- D-6638 Fliegerclub Bad Berka. Dieser SG 38 wurde in liebevoller Handarbeit von Mitgliedern des FCBB 2018 restauriert und wird aktiv im Verein auch an der Winde geflogen.[5]
- D-8985
- D-8146

Exponat im Deutschen Segelflugmuseum mit Modellflug auf der Wasserkuppe.
- D-7052 flugfähig auf der Wasserkuppe – kann für Gruppenevents (Vereine und Einzelpersonen) unter Fluglehreraufsicht an den historischen Hängen der Wasserkuppe geflogen werden. Halter und Eigentümer ist der ROSC Wasserkuppe/Rhön e. V. – Dieses Flugzeug macht bis zu 650 Starts pro Jahr und ist für die Schulung zugelassen. Die Gummiseilstartberechtigung kann hier erlangt werden.
- D-7055 flugfähig, Neubau aus den 1990ern, ebenfalls auf der Wasserkuppe zu Hause – kann zu Flugplatzfesten oder zu entsprechenden Events genutzt werden. Dieses Exemplar ist sowohl im Gummiseilstart als auch im Windenstart einsetzbar. Halter und Eigentümer auch hier der ROSC Wasserkuppe/Rhön e. V.